# Markó-Valentyik Anna
Markó-Valentyik Anna (Budapest, 1990 –) Junior Prima-díjas magyar színésznő, bábművész, rendező.

## Életpályája
2012-ben diplomázott az Eötvös Loránd Tudományegyetem magyar nyelv- és irodalom szakán. 2012-2017 között a Színház- és Filmművészeti Egyetem bábszínész szakos hallgatója volt. Egyetemi gyakorlatát a miskolci Csodamalom Bábszínház és a győri Vaskakas Bábszínházban töltötte. Utóbbinak 2017-2022 között tagja. Dolgozott a Dabas Rádió hírolvasójaként is.
2022-ben szerepelt a Sztárban sztár leszekǃ című műsorban.
Férje Markó Róbert rendező.
YouTube-os vlogja zölden Győrben https://www.youtube.com/channel/UCojiNpzqOZ1ZAE7Sh4E4tFA
Támogatja a környezetvédelmet.

## Filmes és televíziós szerepei
- Tóth János (2017)
- A narancs útlevél (2019)
- Az unoka (2022)
- Hogyan tudnék élni nélküled? (2024)

## Díjai és elismerései
- Pro Urbe Dabas (2017)
- TAPS-díj (2017)
- Junior Prima-díj (2019)[8]